# 阿什福德區
阿什福德區（英語：Borough of Ashford）是英格蘭肯特郡的一個非都會區，具有自治市鎮地位。它與肯特郡的其他五個地區以及西南部的東薩塞克斯郡接壤。阿什福德區議會的主要辦公室位於阿什福德。
該區分為39個民政教區，以村莊和歷史名鎮坦特登為中心。
該區有43個選舉區；其中18個覆蓋了廣義上的阿什福德。